# Jüdischer Friedhof (Bruchhausen)

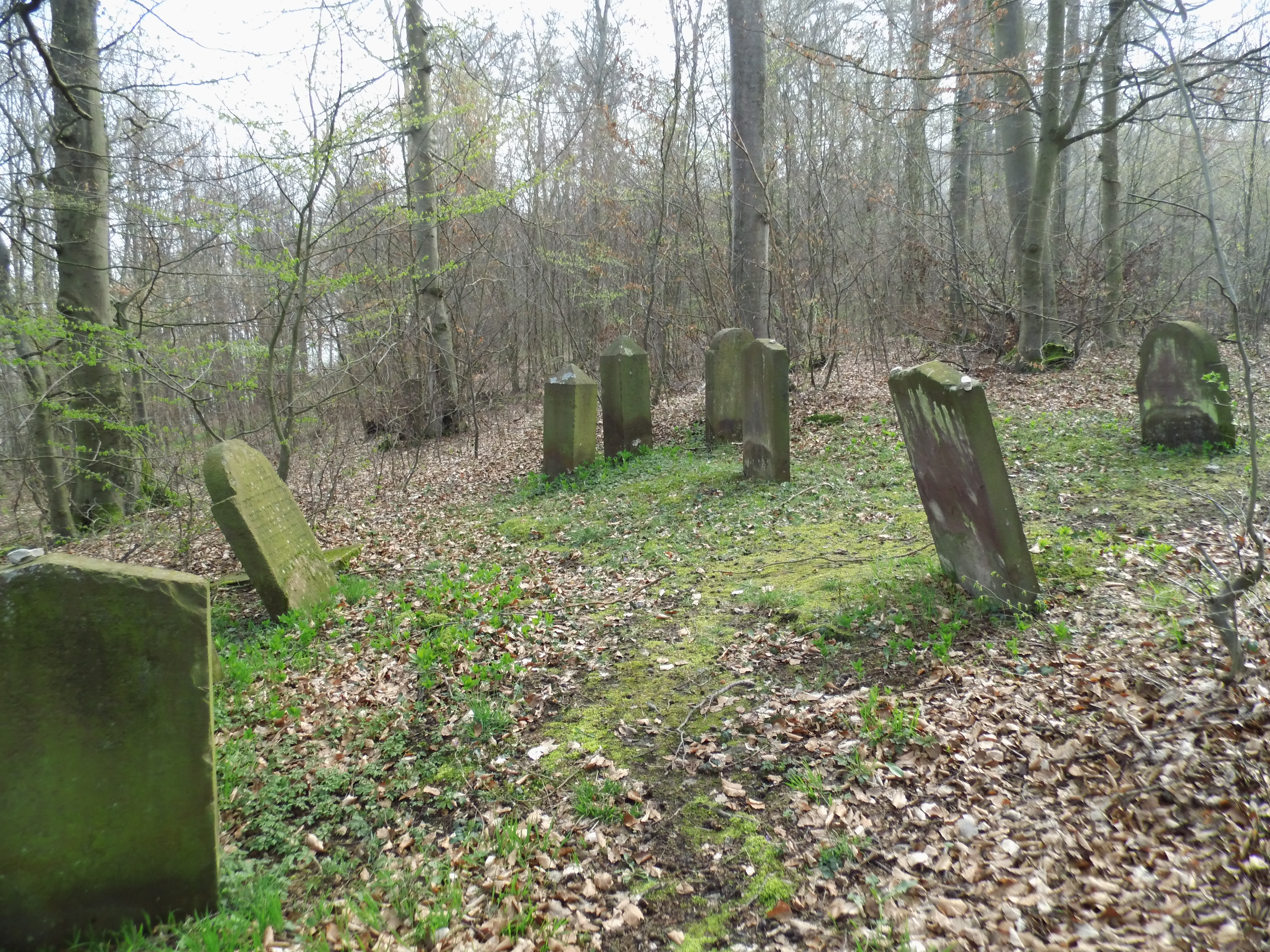
Friedhof in Bruchhausen

Der Jüdische Friedhof Bruchhausen befindet sich in der Ortschaft Bruchhausen der Stadt Höxter in Nordrhein-Westfalen. Als jüdischer Friedhof ist er ein Baudenkmal.
Der Friedhof befindet sich oberhalb von Bruchhausen in Hanglage im Hochwald in unmittelbarer Nähe des Kriegerdenkmals. Er ist erreichbar über den Lehmkulenweg am Ende des Hüweweges. Auf dem Friedhofsareal, dessen genaue Abgrenzung im Wald nicht möglich ist, sind zwölf Grabsteine erhalten. Darunter befinden sich Grabsteine der Familie Steinheim.

## Geschichte
Der Friedhof wurde vom 17. bis zum 19. Jahrhundert belegt.